# Шарфенберг, Уильям
Уильям Шарфенберг (англ. William Scharfenberg; 22 февраля 1819, Кассель — 8 августа 1895, Куог, округ Саффолк, штат Нью-Йорк) — американский музыкант и музыкальный деятель германского происхождения.
Учился в Касселе как скрипач у Луи Шпора, затем в Веймаре как пианист у Иоганна Непомука Гуммеля. В 1837 году вернулся в Кассель и играл вторую скрипку в струнном квартете Шпора, однако уже через год перебрался в США и провёл всю оставшуюся жизнь в Нью-Йорке. Быстро выдвинулся в качестве лучшего пианиста города и вошёл в ближайшее окружение Юрели Корелли Хилла, также ученика Шпора; участвовал в создании в 1842 году нью-йоркского Филармонического общества (ныне Нью-Йоркский филармонический оркестр), в 1853 году открыл на Бродвее собственный музыкальный магазин, ставший неформальной штаб-квартирой общества. В 1863 году занял пост президента Филармонического общества. Выступал как неофициальный агент многих иностранных музыкантов, приезжавших в Нью-Йорк. На протяжении многих лет был также редактором и ведущим консультантом музыкального издательства G. Schirmer Inc., вёл педагогическую работу. Эрнст Перабо, которому Шарфенберг покровительствовал (и послал его учиться в Европу), написал в своём некрологе: «Его ученики обожествляли его, и многие бедные юноши находили в нём любящего и мудрого отца, благополучно направлявшего их малое судёнышко через скалы и рифы в открытое море вышколенной зрелости».